# Экрисюр Стэдиум
Экрисюр Стэдиум (англ. Acrisure Stadium) — стадион, расположенный в Питтсбурге (штат Пенсильвания, США) на берегу реки Аллегейни. Является домашней ареной клуба Национальной футбольной лиги «Питтсбург Стилерз» и команды по американскому футболу университета Питтсбурга «Питтсбург Пантерс», выступающей в Национальной ассоциации студенческого спорта. Стадион был открыт в 2001 году после того, как бывшая домашняя арена «Фри Ривер-стэдиум» была снесена. Стадион первоначально назывался «Хайнц-филд» (англ. Heinz Field), в честь титульного спонсора корпораци H. J. Heinz, купившей права на название стадиона в 2001 году. В феврале 2022 года права на названия истекли и скоре было объявлено о приобретении прав страховой компанией Acrisure.
Цена строительства стадиона составила 281 млн долларов и финансировалась совместно со строительством двух других сооружений — бейсбольного стадиона «PNC-парк» и выставочного центра имени Дэвида Л. Лоуренса. Дизайн стадиона разработал так, чтобы отразить сталелитейную историю Питтсбурга и было использовано 12 000 тонн стали. Строительство сооружения началось в июне 1999 года, а первая футбольная игра прошла в сентябре 2001 года. Покрытие игрового поля — натуральная трава, всё время была объектом критики, но владелец «Стилерз» решил сохранить её по просьбе игроков и тренеров команды. Стадион может принять 65 500 человек и каждый раз на играх «Стилерз» аншлаг, таким образом команда распродаёт все билеты на свои матчи с 1972 года. В Главном зале сооружения представлена коллекция памятных вещей «Стилерз» и «Пантерс».
Стадион принимал две игры НХЛ на открытом воздехе: матч Зимней классики НХЛ между командами «Питтсбург Пингвинз» и «Вашингтон Кэпиталз» в 2011 году и матч стадионной серии НХЛ между «Пингвинз» и «Филадельфией Флайерз» в 2017 году. 17 июня 2023 года концерт Тейлор Свифт в рамках концертного тура The Eras Tour посетило 73 117 человек, что стало рекордом посещаемости в истории Питтсбурга.

## История

### История создания и финансирование
С 1979 по 2000 год Питтсбург Стилерз и «Питтсбург Пайрэтс» играли свои домашние игры на стадионе «Фри Ривер-стэдиум». После того, как «Пайрэтс» стали вести переговоры о строительстве нового бейсбольного стадиона, было предложено провести реконструкцию и «Фри Ривер-стэдиума», чтобы перестроить его в чисто футбольный стадион. Однако руководство «Стилерз» назвало это предложение «запасным вариантом», который они будут рассматривать только если переговоры о строительстве нового стадиона зайдут в тупик. Руководство клуба настаивало, что отказ от строительства нового стадиона сильно повлияет на возможность команды рекрутировать новых высококлассных игроков, которые могут отдать предпочтения другим командам, в особенности другим клубам Центрального дивизиона АФК, которые недавно построили новые спортивные сооружения. В июне 2001 года компания H. J. Heinz купила права на названия стадиона, заключив контракт до 2021 года на сумму в 57 млн долларов.
Первоначально, для финансирования строительства трёх новых сооружений: «Хайнц-филда», «PNC-парка» и выставочного центра имени Дэвида Л. Лоуренса, было предложено увеличить налоги на продажи. Однако на референдуме предложение с треском провалилось и город разработал План Б, который противниками проекта был назван Scam B (рус. Жульничество Б). Противники строительства критиковали «Стилерз», что их вклад в строительство слишком мал даже после того, как клуб согласился увеличить финансирование с 50 до 76,5 млн долларов. Другие местные чиновники критиковали объем бюджетные средств, выделяемых на План Б. Один из членов Allegheny Regional Asset District даже назвал использование налоговых денег «корпоративным благосостоянием». В итоге, 9 июля 1998 года план по выделению 809 млн долларов был одобрен Allegheny Regional Asset District. 233 млн долларов из этих денег должны были пойти на строительство «Хайнц-филда». Вскоре после одобрения Плана Б «Стилерз» заключили соглашение с властями Питтсбурга, что останутся в городе как минимум до 2031 года. В итоге, окончательная цена строительства составила 281 млн долларов.

### Проектирование и строительство
Дизайн стадиона разработало архитектурное бюро HOK Sport. Руководитель проекта Мелинда Леман, рассказала, что семья Руни попросила её создать проект стадиона, в котором «была бы отражена история Питтсбурга и его будущее». Чтобы воплотить эту идею в жизнь, строители использовали сталь как в конструктивном отношении, так и в отделке. Для уменьшения стоимости строительства, в отделке «Хайнц-филда» использовался искусственный камень. Относительно использования стекла в дизайне стадиона Леман высказалась так: «Стекло — более современный строительный элемент, который связывает многие здания в Питтсбурге и даёт отличный вид на окрестности». В новом стадионе для «Стилерз» и «Пантерс» были предусмотрены разные раздевалки, отличающиеся размерами в зависимости от количества игроков. Дизайн раздевалок гостей был создан наподобие хозяйских. Как и в его предшественнике, договор о поставке еды в «Хайнц-филд» был заключён с Aramark, а на самом стадионе было предусмотрено 400 закусочных. Статуя основателя «Стилерз» Арта Руни была передвинут на 30 метров от своего предыдущего местоположения рядом с «Фри Ривер-стэдиумом» к новому стадиону. Кроме того, рядом со входом на стадион была установлена статуя пантеры Питта. Было также установлено табло Sony JumboTron размером 27 на 96 футов, которое на момент открытие «Хайнц-филда» являлось самым большим в НФЛ. В 2007 году ESPN назвал «опрокидывания» огромной бутылки кетчупа Heinz, расположенной на вершине табло, одним из десяти лучших празднований тачдаунов в НФЛ.
Строительство нового стадиона началось 18 июня 1999 года. В этот день на месте строительства была проведена церемония, в которой участвовали «Стилерз» и университет Питтсбурга. Возведением здания занимались Hunt Construction Group и Mascaro Corporation. За два года на стройке отработало более 1400 человек и за это время не произошло ни одного несчастного случая и не было подано ни одного судового иска. Ежегодно строительство как «Хайнц-филд», так и «PNC-парка» инспектировалось компанией Chronicle Consulting на наличие структурных дефектов и правильного обслуживания.

### Открытие и другие мероприятия
Первым событием, прошедшим на «Хайнц-филде» после его открытия, стал концерт ’N Sync 18 августа 2001 года, которые также сыграли последний концерт перед закрытием предыдущего стадиона «Стилерз» «Фри-ривер-стэдиума». Свою первую игру на новом стадионе «Стилерз» сыграли 25 августа против «Детройт Лайонс» в рамках предсезонной подготовки к регулярному чемпионату НФЛ. На матч, завершившийся победой хозяев со счётом 20:7, пришло 57 829 человек. Первая же официальная игра по американскому футболу прошла 1 сентября между студенческими командами «Питтсбург Пантерс» и «Ист-Теннесси Баккэнирс», в котором победу одержали «Пантерс» со счётом 31:0. Первоначально планировалось, что «Стилерз» сыграю первый матч регулярного чемпионата против «Кливленд Браунс» на «Хайнц-филде» 16 сентября, однако из-за терактов 11 сентября 2001 года все матчи НФЛ были перенесены, таким образом первая официальная игра «Стилерз» на новом сооружении прошла 7 октября против «Цинциннати Бенгалс». Перед началом матча на видеоэкране стадиона была показана речь Президента США Джорджа Буша, в которой тот отдал приказ о нападении на контролированный Талибаном Афганистан. Эта речь вызвала овации и поддержку людей, собравшихся на стадионе. Сам же матч завершился победой «Стилерз» со счётом 16:7.
Кроме матчей по американскому футболу «Экрисюр Стэдиум» принимал и другие мероприятия. Так здесь выступали с концертами как мировые звёзды, такие как 'N Sync, Кенни Чесни и Лиэнн Раймс, так и местные группы The Clarks и Povertyneck Hillbillies. В 2002 году сооружение стало финишной точкой Питтсбургского марафона, из-за чего организаторам пришлось изменить традиционный маршрут забега. В 2005 году Питтсбургский фестиваль вина посетило более 2000 человек. 1 января 2011 года на стадионе состоялся хоккейный матч между командами НХЛ — «Питтсбург Пингвинз» и «Вашингтон Кэпиталз». В 2011 году здесь проходило прослушивание участников American Idol 2011 года.
В 2007 году журналист Билл Эванс в своей статье на ESPN.com. поставил «Хайнц-филд» на второе место в рейтинге лучших стадионов НФЛ (лучше него стал только «Лэмбо-филд»). Журнал Sports Illustrated также отдал «Хайнц-филду» второе место в своём рейтинге лучших стадионов НФЛ, хотя и он, и «Лэмбо-филд» набрали по 54 из 70 очков.
В том же году на стадионе были установлены два LED-дисплея фирмы Daktronics. Размеры большего из них составили 8,5 метров в высоту и 29 метров в длину.
6 августа 2011 года на «Хайнц-филде» проходили съёмки фильма «Тёмный рыцарь: Возрождение легенды». В фильме на стадионе играли «Готем Рогз» и «Рапид-Сити Моньюментс».
4 августа 2012 года здесь проходил финальный матч Женского футбольного альянса, таким образом «Хайнц-филд» стал первым стадионом НФЛ, принимавшим титульный матч какой-либо женской футбольной лиги.
8 сентября 2013 года в матче «Стилерз» против «Теннесси Тайтенс» было зафиксировано самое быстрое открытие счёта в истории НФЛ. В нём хозяева поля сумели открыть счёт уже на третьей секунде матча. Однако «Стилерз» проиграли игру со счётом 16:9, что стало первым проигрышем в матче-открытия сезона на «Хайнц-филде».
27 июля 2014 года в рамках Международного кубка чемпионов 2014 года на стадионе проходил футбольный матч между «Миланом» и «Манчестер Сити», который завершился победой последних со счётом 5:1
.

## Увеличение вместимости
В декабре 2010 года «Стилерз» уведомили Pittsburgh Stadium Authority о своих планах добавить 4000 мест в низу южной стороны стадиона. План расширения предусматривал увеличение вместимости до 69 050 человек до начала сезона НФЛ 2012 года. Ранее, во время проведение Зимней классики НХЛ 2011 года, в это место уже добавлялись сидячие места, увеличивая вместимость стадиона до 68 111 человек. Часть временных сидений была позже оставлена во время матчей плей-офф НФЛ 2010/11 годов, таким образом игра за титул чемпиона Американской футбольной конференции собрала на тот момент рекордную аудиторию — 66 662 человека.
12 апреля 2012 года «Стилерз» объявили, что буду просить у руководства НФЛ разрешение на увеличение вместимости стадиона на 3000 человек. 19 мая 2014 года после двух лет переговоров «Стилерз» и SEA пришли к соглашению о добавлении новых 3000 мест. И, после того, как подрядчики осмотрели стадион, был разработан проект на добавление 2390 новых мест, пяти VIP-лож, а также новых туалетов, закусочных и парковочных мест.

## Расположение и транспорт
Экрисюр Стэдиум расположен возле съезда 1B межштатной автомагистрали 279 в пределах полутора километров от автомагистралей 376 и 579. Рядом с сооружением находится станция метро Allegheny. Во время игр «Стилерз» или «Пантерс» к стадиону можно добраться со Station Square на речных кораблях Gateway Clipper Fleet.